# Ashura
Nel calendario islamico, la ʿāshūrāʾ (in arabo عاشوراء‎?; da ʿashara, 'dieci'), indica il giorno 10 del mese di muharram, in cui ricorre un'importante ricorrenza religiosa.
Il giorno precedente è chiamato Tāsūʾā (in arabo ﺗﺎﺳﻮﻋﺎ‎?; da tisʿa, 'nove').
Si tratta di un evento celebrato nel mondo islamico in modi e con motivazioni diverse e non sempre chiare. Se nel mondo sciita ha un'indole marcatamente luttuosa (e fa parte delle commemorazioni del Muharram), altrove ha aspetti meno severi: in Nordafrica, tale ricorrenza assume addirittura caratteri di gioia sfrenata, i quali ne fanno una sorta di carnevale.

## La ʿĀshūrāʾ nel sunnismo
La ‘Āshūrāʾ sarebbe stata istituita dal profeta Muḥammad prima dell'introduzione del digiuno di Ramadan, e consisteva in un periodo di digiuno di due giorni, il 9 e il 10 di muḥarram (quest'ultimo giorno avrebbe poi dato il nome alla festività). Tale digiuno sarebbe un calco del digiuno ebraico dello Yom Kippur, che cade nel decimo giorno del primo mese ebraico di (tishri) e il Profeta l'avrebbe esteso anche al 9 per marcare una differenza rispetto alla celebrazione ebraica.
La ʿĀshūrāʾ è il giorno in cui Allah salvò il Profeta Musa, o Mosè e i figli di Israele dal Faraone. Ibn Abbas ha narrato che: "Il Profeta Muhammad (pace e benedizione su di Lui) venne a Medina e vide gli ebrei digiunare nel giorno di Ashura. Disse: "Cos’è questo?" Dissero: "Questo è un buon giorno, questo è il giorno in cui Allah ha salvato i figli d’Israele dal loro nemico e Musa ha digiunato in questo giorno". Disse: "Siamo più vicini a Musa di te". Così ha digiunato in questo giorno e ha detto alla gente di digiunare". Il profeta Musa (pace e benedizione su di Lui) digiunò quel giorno per gratitudine ad Allah per aver salvato i credenti.

## Nel mondo sciita

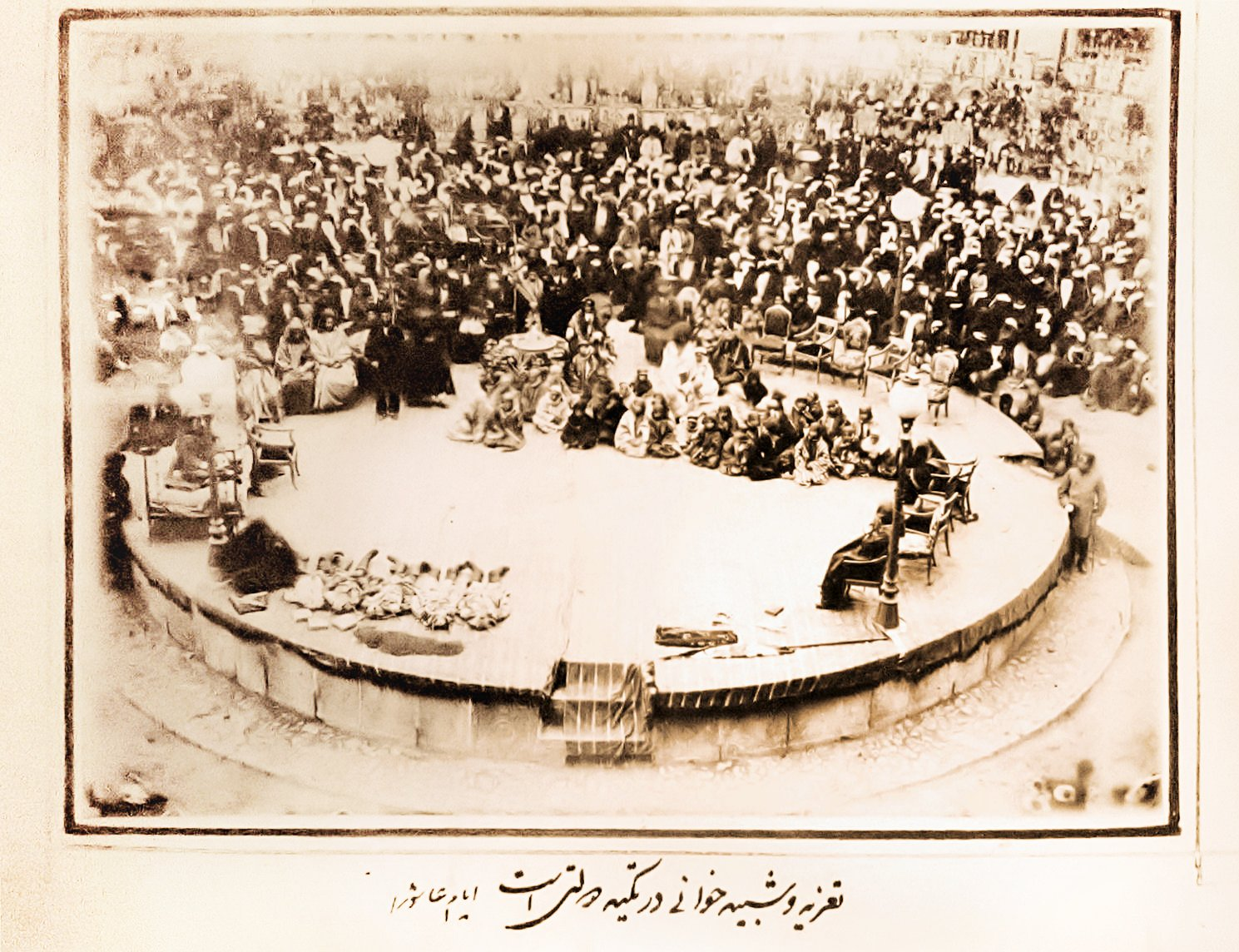
Una Ta'zieh nel Palazzo del Golestan di Teheran, alla fine del XIX secolo

A questo significato iniziale, per cui il digiuno era una componente importante della festività religiosa, gli sciiti aggiunsero la commemorazione del martirio dell'imām al-Ḥusayn ibn ʿAlī e di 72 suoi seguaci per opera delle truppe del califfo omayyade Yazīd I. La strage avvenne il 10 del mese di muharram dell'anno 40 dell'Egira, e il lutto per l'evento, presso gli sciiti, dura 40 giorni (in arabo Arbaʿīn).
Il centro principale delle celebrazioni sciite è la città di Karbalāʾ in Iraq, dove si svolge il pellegrinaggio principale. Centinaia di migliaia di pellegrini si recano ogni anno nella città di Karbalāʾ, dove si trovano le tombe dell'Imām e dei suoi seguaci, per commemorare il lutto e piangere l'Imām.

## In Nordafrica
Al di fuori del mondo sciita, è in Nordafrica che la festa di ʿĀshūrāʾ viene celebrata nel modo più intenso. Vi sono varie teorie a proposito di questo dato di fatto.
Alcuni sottolineano l'importanza che ebbe, per un certo periodo, lo sciismo in Nordafrica, quando i primi Fatimidi ne conquistarono una gran parte (facendo crollare, oltre alla dinastia sunnita aghlabide, la potenza ibadita kharigita). Tuttavia, questo non basta a spiegare il forte radicamento della festa in regioni che dai Fatimidi non vennero conquistate, come il Marocco, e soprattutto il carattere essenzialmente giocoso della ricorrenza, che contrasta in modo evidente con la concezione sciita della ʿĀshūrāʾ.
Interessante la teoria che vede nelle celebrazioni odierne della ʿĀshūrāʾ la continuazione di antiche feste preislamiche di inizio dell'anno (ancora conservate, in diverse regioni, riguardo al Capodanno secondo il calendario berbero) o di altro tipo, confluite poi nell'alveo delle festività islamiche.
La festa infatti ha un aspetto particolarmente gioioso, i bambini ne sono molto coinvolti, e in diverse località vengono preparate apposta per loro delle speciali "frittelle dell'ʿĀshūrāʾ" e altre ghiottonerie, che essi vanno raccogliendo di casa in casa in modo non dissimile da quanto fanno i bambini nelle festa anglosassone di Halloween. In molte località della Cabilia era anche tradizionale fabbricare delle maschere e andare in giro mascherati, come nel carnevale occidentale. In molte località, poi dalla Libia fino al Marocco, è d'uso inscenare manifestazioni carnevalesche che hanno al centro un personaggio mascherato, che simula un leone o altro animale (bu jlud "quello della pelle" è una delle denominazioni più diffuse di questo personaggio).

## Calendario
- 30 giugno 1993 (1414)
- 20 giugno 1994 (1415)
- 9 giugno 1995 (1416)
- 28 maggio 1996 (1417)
- 17 maggio 1997 (1418)
- 7 maggio 1998 (1419)
- 26 aprile 1999 (1420)
- 15 aprile 2000 (1421)
- 4 aprile 2001 (1422)
- 24 marzo 2002 (1423)
- 12 marzo 2003 (1424)
- 2 marzo 2004 (1425)
- 19 febbraio 2005 (1426)
- 9 febbraio 2006 (1427)
- 29 gennaio 2007 (1428)
- 19 gennaio 2008 (1429)
- 7 gennaio 2009 (1430)
- 27 dicembre 2009 (1431)
- 16 dicembre 2010 (1432)
- 6 dicembre 2011 (1433)
- 24 novembre 2012 (1434)
- 14 novembre 2013 (1435)
- 3 novembre 2014 (1436)
- 23 ottobre 2015 (1437)
- 11 ottobre 2016 (1438)
- 30 settembre 2017 (1439)
- 20 settembre 2018 (1440)
- 10 settembre 2019 (1441)
- 29 agosto 2020 (1442)
- 19 agosto 2021 (1443)
- 9 agosto 2022 (1444)